# Henri de Laborde de Monpezat
Henri Marie Jean André de Laborde de Monpezat, danesizzato in Henrik (Talence, 11 giugno 1934 – Fredensborg, 13 febbraio 2018), fu principe consorte reale di Danimarca dal 1972 al 2018, come marito di Margherita II.

## Biografia

### Infanzia
Henrik nacque a Talence, nel dipartimento francese della Gironda, da André (1907-1998) e da Renée-Yvonne Doursenot (1908-2001), i quali lo educarono nel cattolicesimo.

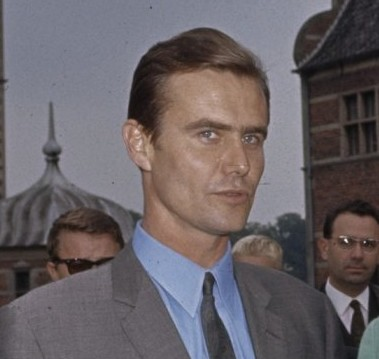
Henri nel 1966

Trascorse i primi cinque anni della sua vita in Indocina francese (odierno Vietnam) dove suo padre era a capo degli affari di famiglia.
Tornò a Hanoi nel 1950, ivi diplomandosi presso la scuola secondaria francese nel 1952.
Tra il 1952 e il 1957 studiò contemporaneamente legge e scienze politiche alla Sorbona di Parigi e cinese e vietnamita alla Scuola nazionale delle lingue orientali.
Studiò anche a Hong Kong nel 1957 e a Saigon nel 1958.
Dopo il servizio militare con l'esercito nella guerra d'Algeria, nel 1962 entrò al ministero degli affari esteri francese, lavorando come segretario presso l'ambasciata di Londra dal 1963 al 1967.

### Matrimonio e discendenza
Il 10 giugno 1967 sposò la principessa Margherita, l'erede presuntiva al trono di Danimarca, nella Chiesa navale di Copenaghen. In occasione delle nozze il suo nome fu danesizzato in Henrik e creato sua altezza reale principe Henrik di Danimarca. Prima del matrimonio si convertì al protestantesimo.
La Regina e il Principe consorte hanno avuto due figli e otto nipoti:
- Sua Maestà Frederik X, nato il 26 maggio 1968. Ha sposato il 14 maggio 2004 Sua Maestà Mary Elizabeth, regina consorte di Danimarca, contessa di Monpezat (nata Donaldson), nata il 5 febbraio 1972. Hanno quattro figli:
  - Sua Altezza Reale principe Christian Valdemar Henri John, principe ereditario di Danimarca, conte di Monpezat, nato il 15 ottobre 2005.
  - Sua Altezza Reale principessa Isabella Henrietta Ingrid Margrethe di Danimarca, contessa di Monpezat, nata il 21 aprile 2007.
  - Sua Altezza Reale principe Vincent Frederik Minik Alexander di Danimarca, conte di Monpezat, nato l'8 gennaio 2011.
  - Sua Altezza Reale principessa Josephine Sophia Ivalo Mathilda di Danimarca, contessa di Monpezat, nata l'8 gennaio 2011.
- Sua Altezza Reale principe Joachim Holger Waldemar Christian di Danimarca, conte di Monpezat, nato il 7 giugno 1969. Ha sposato il 18 novembre 1995 Sua Eccellenza Alexandra Christina, contessa di Frederiksborg (nata Manley), nata il 30 giugno 1964, con cui ha avuto due figli prima di divorziare l'8 aprile 2005. Il Principe Joachim ha sposato, in seconde nozze, il 24 maggio 2008 Sua Altezza Reale Marie Agathe Odile, principessa di Danimarca, contessa di Monpezat (nata Cavallier), nata il 6 febbraio 1976 e con cui ha due figli. 
  - Sua Eccellenza il conte Nikolai William Alexander Frederik di Monpezat, nato il 28 agosto 1999.
  - Sua Eccellenza il conte Felix Henrik Valdemar Christian di Monpezat, nato il 22 luglio 2002.
  - Sua Eccellenza il conte Henrik Carl Joachim Alain di Monpezat, nato il 4 maggio 2009.
  - Sua Eccellenza la contessa Athena Marguerite Françoise di Monpezat, nata il 24 gennaio 2012.

La lingua nativa del principe Henrik era il francese; anche se ha rapidamente imparato il danese dopo il suo matrimonio, i danesi hanno spesso scherzato sulla sua padronanza della lingua e il suo forte accento francese. Inoltre parlava correntemente inglese, cinese e vietnamita.

### Difficoltà con la monarchia danese

#### 2002: "Fuga" dalla Danimarca
Nel 2002 Henrik lasciò la Danimarca e andò a stare allo Château de Caïx, a Cahors nel sud della Francia, appartenente alla coppia. La ragione della partenza di Henrik dalla Danimarca fu dovuta al Ricevimento d'inizio anno in cui suo figlio, il Principe della Corona Federico, fu incaricato di fare gli onori di casa in assenza della regina Margherita. Henrik si sentì "messo da parte, degradato e umiliato" per il fatto di essere stato "relegato al terzo posto nella gerarchia reale".
"Per molti anni sono stato il numero due di Danimarca" disse "Sono stato soddisfatto di quel ruolo, ma non voglio diventare il numero tre dopo tanti anni". Henrik "abbandonò" la Danimarca per riflettere sul suo status all'interno della famiglia reale danese. La regina Margherita volò in Francia per incontrarsi con suo marito. Henrik tuttavia sottolineò che sua moglie e suo figlio non erano responsabili dell'accaduto. Il principe consorte trascorse tre settimane a Caix e non apparve al fianco di sua moglie, come previsto al matrimonio olandese tra Guglielmo Alessandro, principe d'Orange e Máxima Zorreguieta.
Dopo tre settimane Henrik tornò in Danimarca e riassunse i suoi doveri reali.

#### Titoli reali e successione

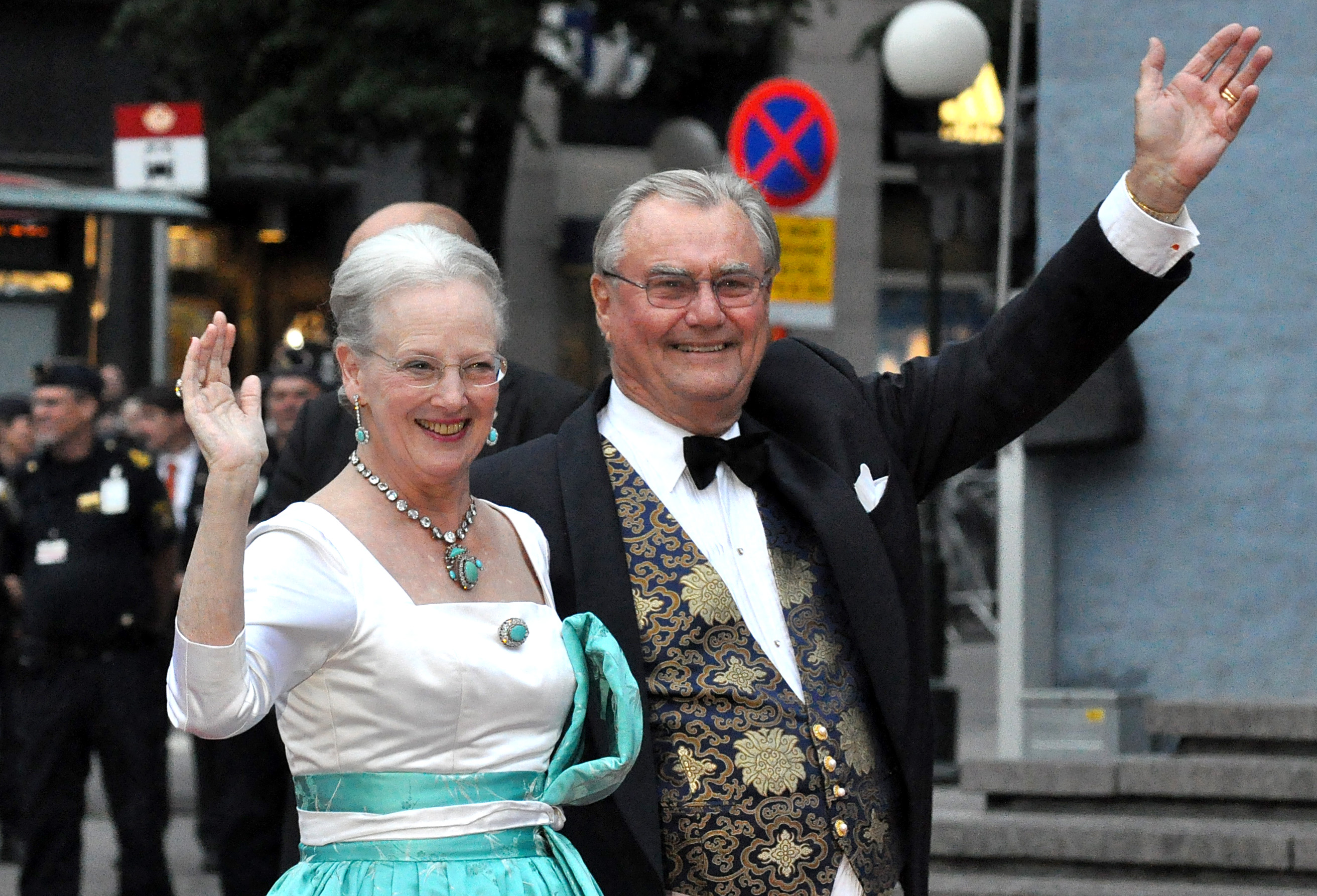
Il principe Henri con la consorte, la regina Margherita II, nel 2010

Il 30 aprile 2008, poco prima del matrimonio del figlio minore, il principe Joachim, con Marie Cavallier, il titolo di "conte di Monpezat" (in danese: greve af Monpezat) fu conferito dalla regina a entrambi i suoi figli, e reso ereditario per i loro discendenti in linea maschile, sia maschi sia femmine. Il Primo Segretario della regina, Henning Fode, ha dichiarato "La regina e il principe consorte avevano considerato ciò da un bel po' e ha portato alla convinzione che fosse la cosa giusta da fare".
Infatti Henrik aveva menzionato questa possibilità già nel 1996 nella pubblicazione delle sue memorie: "Durante la nostra generazione, il futuro sovrano forse riceverà l'approvazione per vedere 'Monpezat' aggiunto al nome dinastico di 'Oldenburg-Glücksburg". Mentre fu intervistato dal settimanale francese Point de Vue, nell'ottobre 2005, Henrik sollevò la questione subito dopo la nascita del primo figlio del principe ereditario Federico, il principe Cristiano, che un giorno dovrebbe ereditare la corona danese. Lo rende anche molto orgoglioso e felice che Monpezat verrà aggiunto al nome di questo nipote come principe di Danimarca. "È una grande gioia per me che anche le sue radici francesi saranno ricordate". Sebbene nessun annuncio fosse fatto in quel momento, il principe Cristiano non include attualmente (in parte) il cognome del nonno francese tra i suoi titoli ereditari. La sovvenzione non estende questo titolo danese al titolo comitale di Henrik stesso.
Il 31 dicembre 2015 la regina Margherita ha annunciato che il principe avrebbe ridotto i suoi incarichi di corte con effetto immediato dal 1º gennaio 2016. Il 14 aprile 2016, il principe Henri ha rinunciato al titolo di Principe Consorte di Danimarca che gli era stato dato nel 2005.

#### Volontà sulla sepoltura
Nell'agosto 2017 ha annunciato che non avrebbe voluto essere sepolto accanto alla moglie Margherita II di Danimarca nella Cattedrale di Roskilde, dove i sovrani danesi sono seppelliti dal 1559. La regina, che aveva fatto preparare un sarcofago personalizzato per la coppia, ha accettato la sua decisione.

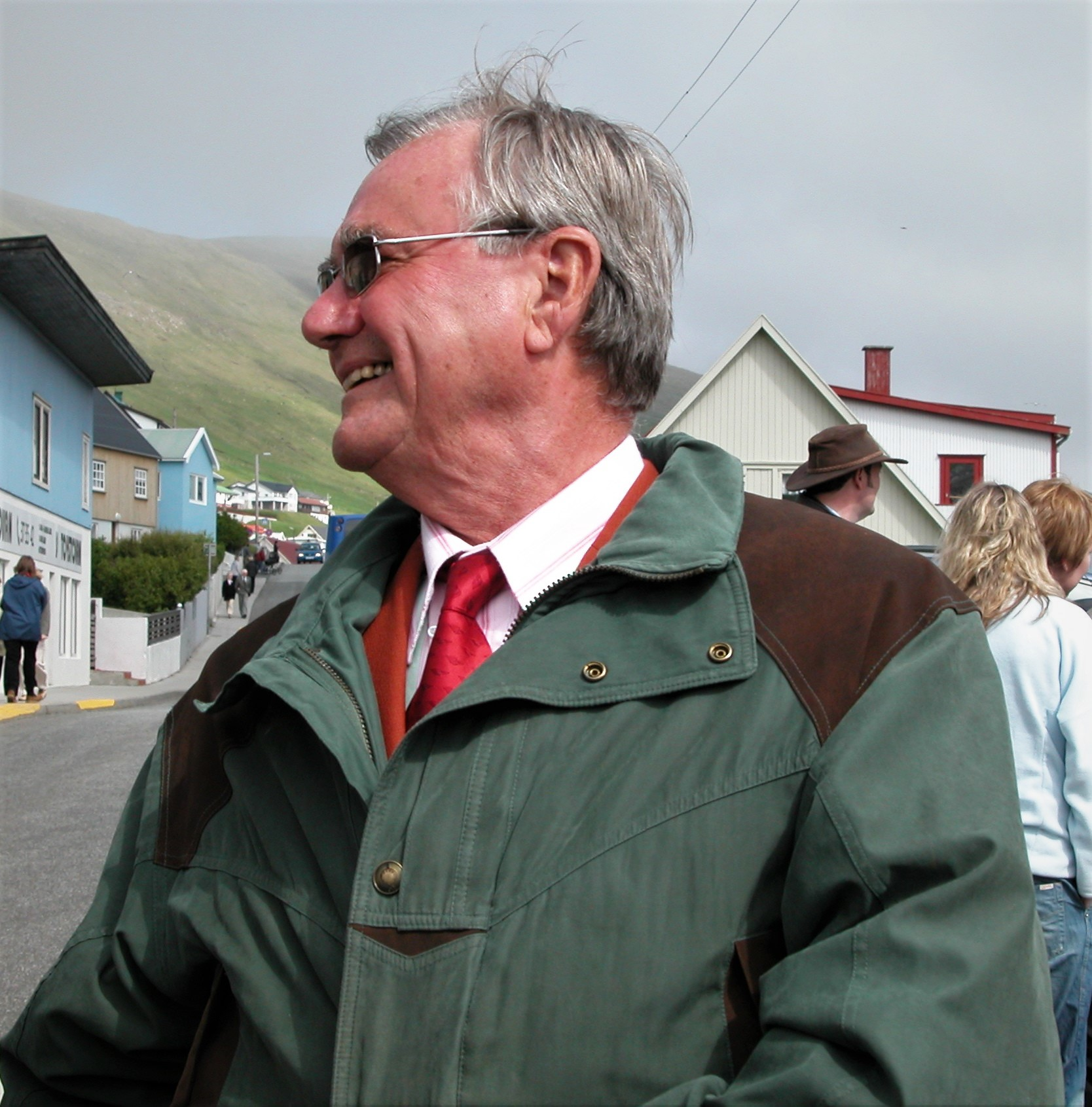
Il principe Henri di Danimarca a Vágur, Isole Fær Øer, nel 2005

### Critiche
Nel 2006 la rivista danese Ud&Se ha pubblicato una intervista con il principe Henrik, in cui, tra le altre cose, parlava dei suoi cani, il cibo e la sua infanzia in Vietnam, menzionando di una volta in cui aveva mangiato carne di cane. Un mese dopo, un tabloid danese utilizzò parte di questa intervista in un articolo critico con il titolo di prima pagina 'Il principe Henrik mangia un cane'. Altri tabloid e giornali ripubblicarono la stessa notizia e il principe Henrik è stato oggetto di una campagna giornalistica per "aver mangiato carne di cane", nonostante sia presidente onorario del Dachshund Club danese.

### Poesia
Henrik ha scritto molte poesie nella sua lingua madre francese, alcune delle quali sono state pubblicate nelle raccolte di poesie Chemin faisant (1982), Cantabile (2000), Les escargots de Marie Lanceline (2003), Murmures de vent (2005), e Frihjul (Roue-Libre, 2010). La suite sinfonica Cantabile da Frederik Magle si basa sulla raccolta di poesie "Cantabile" di Henrik.

### Salute e morte
Il 6 settembre 2017 è stato annunciato che il principe soffriva di demenza. Il principe è stato ricoverato al Rigshospital di Copenaghen il 28 gennaio 2018 per un tumore benigno al polmone sinistro e un'infezione ai polmoni.
Il 13 febbraio 2018 il Palazzo reale danese ha pubblicamente annunciato la morte del principe, avvenuta al palazzo di Fredensborg. Successivamente si sono svolti i funerali in forma privata e alla presenza dei familiari più stretti, e il 20 febbraio 2018 il suo corpo è stato cremato, con metà delle ceneri sparse nelle acque territoriali danesi e l'altra metà sepolta nei giardini privati del palazzo di Fredensborg.

## Titoli

### Titoli e trattamento
- 11 giugno 1934 - 10 giugno 1967: Comte* Henri de Laborde de Monpezat
- 10 giugno 1967 - 2005: Sua altezza reale il principe Henrik di Danimarca
- 2005 - 14 aprile 2016: Sua altezza reale il principe consorte di Danimarca
- 14 aprile 2016 - 13 febbraio 2018: Sua altezza reale il principe Henrik di Danimarca

Stemma della famiglia De Laborde de Monpezat

* Uso disputato, vedi sezione "Polemica del titolo francese" sotto

### Polemica del titolo francese
La famiglia Laborde de Monpezat designa sé stessa come conti, anche se il loro diritto a disporre di quel titolo è contestato: l'Encyclopédie de la fausse noblesse et de la noblesse d'apparence afferma che l'antenato del principe Henrik, Jean Laborde, ricevette la lettera patente reale di nobilitazione nel 1655, condizionata dalla sua accettazione come nobile nelle tenute della provincia di Béarn dove erano situate le sue terre. Ma questa condizione non fu mai realizzata, in quanto le proprietà rifiutarono la petizione di Laborde nel 1703 e ancora nel 1707.
Il cognome della famiglia era "Monpezat" dal tempo della Rivoluzione francese, senza titolo, fino al 14 luglio 1860, quando fu modificato da un decreto imperiale in "de Laborde-Monpezat", e legalmente cambiato di nuovo il 19 maggio 1861 in "de Laborde de Monpezat".
Sebbene il titolo comitale sia stato utilizzato dalla famiglia come se si trattasse di un titre de courtoisie, tradizionalmente la corte reale e la società francesi hanno accolto questi titoli. D'altra parte, poiché il titolo è stato assunto da un antenato di Henrik prima del ventesimo secolo, è possibile che egli non fosse a conoscenza del suo cattivo uso fino a quando la storia della sua famiglia è stata esaminata dai genealogisti dopo il suo matrimonio. L'autobiografia di Henrik del 1996 riconosce la nobilitazione infruttuosa.
La questione è poi complicata perché Henri nacque quando i suoi genitori  non erano legalmente sposati e quindi secondo il diritto nobiliare francese non può essere considerato membro legittimo della famiglia con conseguente diritto all'eventuale titolo.

### Titoli coniugali e reali
La legge danese non ha mai specificato che i coniugi reali debbano essere di origine aristocratica. Tuttavia, sei mesi più tardi, il cugino di Margherita, il principe Ingolf di Rosenborg, sposò una comune cittadina senza titoli e fu degradato a conte, e un altro cugino, Christian di Rosenborg, sposò anch'egli una comune danese, Anne-Dorte Maltoft Nielsen, nel 1971. Christian in seguito commentò le regole coniugali della dinastia sul periodico danese Billed-Bladet:
Decenni più tardi, i figli di Henrik, Federico e Gioacchino, sposarono entrambi delle comuni cittadine straniere senza che alcun serio dubbio sulla loro ammissibilità al trono fosse sollevato.

## Onorificenze

Stemma del principe Henri

Stendardo del principe Henri

## Albero genealogico
|                              |                              |                       | Genitori                   |  |  | Nonni |  |  | Bisnonni                        |  |  | Trisnonni                   |  |
|                              |                              |                       |                            |  |  |       |  |  | Aristide de Laborde de Monpezat |  |  | Jean de Laborde de Monpezat |  |
|                              |                              |                       |                            |  |  |       |  |  | Aristide de Laborde de Monpezat |  |  | Jean de Laborde de Monpezat |  |
|                              |                              | Jeanne Judith Ferrier |                            |  |  |       |  |  | Aristide de Laborde de Monpezat |  |  |                             |  |
| Henri de Laborde de Monpezat |                              |                       |                            |  |  |       |  |  | Aristide de Laborde de Monpezat |  |  |                             |  |
|                              |                              | Jeanne-Emilie Borde   | Aubin Borde                |  |  |       |  |  |                                 |  |  |                             |  |
|                              |                              | Jeanne-Emilie Borde   | Aubin Borde                |  |  |       |  |  |                                 |  |  |                             |  |
|                              |                              | Jeanne-Emilie Borde   | Jaquette Lacrampe-Couloumé |  |  |       |  |  |                                 |  |  |                             |  |
| André de Laborde de Monpezat |                              | Jeanne-Emilie Borde   |                            |  |  |       |  |  |                                 |  |  |                             |  |
|                              |                              | Eugene Hallberg       | Christian Hallberg         |  |  |       |  |  |                                 |  |  |                             |  |
|                              |                              | Eugene Hallberg       | Christian Hallberg         |  |  |       |  |  |                                 |  |  |                             |  |
|                              |                              | Eugene Hallberg       | Marie Schroder             |  |  |       |  |  |                                 |  |  |                             |  |
| Henriette Hallberg           |                              | Eugene Hallberg       |                            |  |  |       |  |  |                                 |  |  |                             |  |
|                              |                              | Clara Vernhes         | Hippolyte Vernhes          |  |  |       |  |  |                                 |  |  |                             |  |
|                              |                              | Clara Vernhes         | Hippolyte Vernhes          |  |  |       |  |  |                                 |  |  |                             |  |
|                              |                              | Clara Vernhes         | Françoise Emilie Bru       |  |  |       |  |  |                                 |  |  |                             |  |
| Principe Henrik di Danimarca |                              | Clara Vernhes         |                            |  |  |       |  |  |                                 |  |  |                             |  |
|                              | Jean-Alfred Yvonne Doursenot | Pierre Doursenot      |                            |  |  |       |  |  |                                 |  |  |                             |  |
|                              | Jean-Alfred Yvonne Doursenot | Pierre Doursenot      |                            |  |  |       |  |  |                                 |  |  |                             |  |
|                              | Jean-Alfred Yvonne Doursenot | Jeanne Laronze        |                            |  |  |       |  |  |                                 |  |  |                             |  |
| Maurice Yvonne Doursenot     | Jean-Alfred Yvonne Doursenot |                       |                            |  |  |       |  |  |                                 |  |  |                             |  |
|                              |                              | Marie-Louise Barriere | Jean Baptiste Barrière     |  |  |       |  |  |                                 |  |  |                             |  |
|                              |                              | Marie-Louise Barriere | Jean Baptiste Barrière     |  |  |       |  |  |                                 |  |  |                             |  |
|                              |                              | Marie-Louise Barriere | Marguerite Raynaud         |  |  |       |  |  |                                 |  |  |                             |  |
| Renée Yvonne Doursenot       |                              | Marie-Louise Barriere |                            |  |  |       |  |  |                                 |  |  |                             |  |
|                              |                              | Leonard Gay           | Pierre Gay                 |  |  |       |  |  |                                 |  |  |                             |  |
|                              |                              | Leonard Gay           | Pierre Gay                 |  |  |       |  |  |                                 |  |  |                             |  |
|                              |                              | Leonard Gay           | Catherine Bonnet           |  |  |       |  |  |                                 |  |  |                             |  |
| Marthe Gay                   |                              | Leonard Gay           |                            |  |  |       |  |  |                                 |  |  |                             |  |
|                              |                              | Margherite Laforest   | Annet Laforest             |  |  |       |  |  |                                 |  |  |                             |  |
|                              |                              | Margherite Laforest   | Annet Laforest             |  |  |       |  |  |                                 |  |  |                             |  |
|                              |                              | Margherite Laforest   | Louise Deffarges           |  |  |       |  |  |                                 |  |  |                             |  |
|                              |                              | Margherite Laforest   |                            |  |  |       |  |  |                                 |  |  |                             |  |

## Pubblicazioni
Il principe Henrik ha tradotto diversi libri in danese, così come ne ha pubblicato alcuni
- Nel 1981, sotto lo pseudonimo H.M. Vejerbjerg lui e la Regina tradussero Tous les hommes sont mortels di Simone de Beauvoir.
- Chemin faisant, 1982, un volume di poesie francesi.
- Destin oblige, 1996, le sue memorie di Principe Consorte.
- Ikke Altid Gåselever (non sempre foie gras), 1999, una selezione di ricette preferite.
- Cantabile, 2000, poesie.
- Les escargots de Marie Lanceline, 2003.